# بخش مرکزی شهرستان طالقان
بخش مرکزی شهرستان طالقان (میان طالقان) یکی از سه بخش‌ شهرستان طالقان در استان البرز است.

## تقسیمات کشوری
- بخش مرکزی شهرستان طالقان
  - دهستان پایین طالقان
  - دهستان میان طالقان

شهرها: طالقان

## جمعیت
بنابر سرشماری مرکز آمار ایران، جمعیت بخش مرکزی شهرستان طالقان در سال ۱۳۸۵ برابر با ۱۹٬۱۷۲ نفر بوده‌است.
از این تعداد، ۹٬۸۷۳ نفر در دهستان میان‌طالقان، ۶٬۰۱۸ نفر در دهستان پایین‌طالقان و ۳٬۲۸۱ نفر در شهر طالقان ساکن بوده‌اند.